# 遠雷 (企業)
株式会社遠雷（えんらい）は、かつて宮城県仙台市に本社おいて事業を行っていた株式会社。

## 沿革
- 2000年4月21日 - 創業。
- 2007年
  - 4月1日 - 親会社「株式会社京王ズ」が、飲食事業部門と不動産賃貸事業部門を会社分割、継承。
  - 11月6日 - 外食事業が低迷していたため、展開店舗全店を閉鎖した。
  - 11月30日 - 閉店した店舗の一部店舗を「株式会社くらコーポレーション」に事業譲渡[1]。
- 2010年10月 - 株式会社京王ズホールディングスが吸収合併。

## かつて展開していた飲食店舗
- やき組
- あちち
- さくら
- たろうあん